# Biarum mendax
Biarum mendax är en kallaväxtart som beskrevs av Peter Charles Boyce. Biarum mendax ingår i släktet Biarum och familjen kallaväxter. Inga underarter finns listade.